# Challenge League 2021-2022
La Challenge League 2021-2022, nota come Brack.ch Challenge League 2021-2022 per motivi di sponsorizzazione, è stata la 125ª edizione della seconda divisione del campionato svizzero di calcio, la 19ª sotto l'attuale denominazione. La stagione regolare ha avuto inizio il 23 luglio 2021 ed è terminata il 21 maggio 2022.

## Stagione

### Novità
Un totale di 10 squadre partecipano al campionato. Il Grasshoppers, campione della Challenge League 2020-2021, è stato promosso alla Super League 2021-2022 Sono stati sostituiti dal Vaduz, retrocesso dopo essere arrivato ultimo nella Super League 2020-2021. Il Chiasso è retrocesso dopo aver terminato all'ultimo posto nella Challenge League 2020-2021 ed è stato sostituito dall'Yverdon che è arrivato in testa alla Promotion League 2020-2021.

### Formula
Le 10 squadre partecipanti si affrontano in un doppio girone all'italiana con partite di andata e ritorno per un totale di 36 giornate.
La squadra classificatasi al 1º posto viene promossa in Super League, la seconda invece si gioca la promozione in un doppio spareggio (andata e ritorno) con la penultima classificata della Super League 2021-2022; la squadra classificatasi all'ultimo posto al termine della stagione regolare viene invece retrocessa in Promotion League.

## Squadre partecipanti
| Club                 | Stagione | Città             | Stadio                         | Stagione precedente          |
| -------------------- | -------- | ----------------- | ------------------------------ | ---------------------------- |
| Aarau                | dettagli | Aarau             | Stadion Brügglifeld            | 5º posto in Challenge League |
| Kriens               | dettagli | Kriens            | Stadion Kleinfeld              | 8º posto in Challenge League |
| Sciaffusa            | dettagli | Sciaffusa         | wefox Arena                    | 4º posto in Challenge League |
| Stade Lausanne-Ouchy | dettagli | Losanna           | Stade Olympique de la Pontaise | 3º posto in Challenge League |
| Thun                 | dettagli | Thun              | Stockhorn Arena                | 2º posto in Challenge League |
| Vaduz                | dettagli | Vaduz             | Rheinpark                      | 11º posto in Super League    |
| Wil                  | dettagli | Wil               | Sportpark Bergholz             | 7º posto in Challenge League |
| Winterthur           | dettagli | Winterthur        | Stadion Schützenwiese          | 6º posto in Challenge League |
| Xamax Neuchâtel      | dettagli | Neuchâtel         | La Maladière                   | 9º posto in Challenge League |
| Yverdon              | dettagli | Yverdon-les-Bains | Stade Municipal                | 1º posto in Promotion League |

## Allenatori e primatisti
| Squadra              | Allenatore                                                                           | Giocatore più presente (tra parentesi il numero delle presenze) | Capocannoniere (tra parentesi il numero dei gol segnati) |
| -------------------- | ------------------------------------------------------------------------------------ | --------------------------------------------------------------- | -------------------------------------------------------- |
| Aarau                | Stephan Keller                                                                       | Liridon Balaj (36)                                              | Kevin Spadanuda (18)                                     |
| Kriens               | Davide Morandi (1ª-10ª) Michel Renggli (11ª-13ª) René van Eck (14ª-36ª)              | David Mistrafović (34)                                          | Liridon Mulaj (5)                                        |
| Sciaffusa            | Murat Yakın (1ª-3ª) Hakan Yakın (4ª-5ª) Artim Shakiri (6ª) Martin Andermatt (7ª-36ª) | Serge Müller (36) Joaquín Ardaiz (36)                           | Joaquín Ardaiz (20)                                      |
| Stade Lausanne-Ouchy | Meho Kodro                                                                           | Lavdrim Hajrulahu (35)                                          | Brighton Labeau (16)                                     |
| Thun                 | Carlos Bernegger                                                                     | Pius Dorn (35)                                                  | Alexander Gerndt (10)                                    |
| Vaduz                | Mario Frick (1ª-18ª) Alessandro Mangiarratti (19ª-36ª)                               | Tunahan Çiçek (35)                                              | Simone Rapp (16)                                         |
| Wil                  | Alexander Frei (1ª-13ª) Brunello Iacopetta (14ª-36ª)                                 | Sofian Bahloul (35)                                             | Valon Fazliu (14) Sofian Bahloul (14)                    |
| Winterthur           | Ralf Loose (1ª-16ª) Dario Zuffi (17ª-18ª) Alexander Frei (19ª-36ª)                   | Raphael Spiegel (35)                                            | Roman Buess (16)                                         |
| Xamax Neuchatel      | Andrea Binotto                                                                       | Raphaël Nuzzolo (35) Théo Guivarch (35)                         | Raphaël Nuzzolo (14)                                     |
| Yverdon              | Jean-Michel Aeby (1ª-3ª) Ulrich Forte (4ª-36ª)                                       | Ali Kabacalman (32) Steve Beleck (32)                           | Koro Koné (13)                                           |

## Classifica finale
|       | Pos. | Squadra              | Pt | G  | V  | N  | P  | GF | GS | DR  |
| ----- | ---- | -------------------- | -- | -- | -- | -- | -- | -- | -- | --- |
|       | 1.   | Winterthur           | 65 | 36 | 18 | 11 | 7  | 76 | 45 | +31 |
|       | 2.   | Sciaffusa            | 65 | 36 | 19 | 8  | 9  | 73 | 49 | +24 |
|       | 3.   | Aarau                | 65 | 36 | 20 | 5  | 11 | 67 | 47 | +20 |
| [ 3 ] | 4.   | Vaduz                | 60 | 36 | 18 | 6  | 12 | 68 | 58 | +10 |
|       | 5.   | Thun                 | 56 | 36 | 17 | 5  | 14 | 62 | 57 | +5  |
|       | 6.   | Xamax Neuchâtel      | 50 | 36 | 14 | 8  | 14 | 56 | 54 | +2  |
|       | 7.   | Stade Lausanne-Ouchy | 44 | 36 | 12 | 8  | 16 | 46 | 50 | -4  |
|       | 8.   | Yverdon              | 44 | 36 | 11 | 11 | 14 | 44 | 52 | -8  |
|       | 9.   | Wil                  | 41 | 36 | 11 | 8  | 17 | 68 | 80 | -12 |
|       | 10.  | Kriens               | 13 | 36 | 3  | 4  | 29 | 25 | 93 | -68 |

Legenda:
      Promossa in Super League 2022-2023.
 Ammessa allo spareggio promozione-retrocessione.
      Ammessa alle qualificazioni della UEFA Europa Conference League 2022-2023.
      Retrocessa in Promotion League 2022-2023.
Regolamento:
Tre punti a vittoria, uno a pareggio, zero a sconfitta.
In caso di arrivo di due o più squadre a pari punti, la graduatoria finale verrà stilata secondo la classifica avulsa tra le squadre interessate che prevede, in ordine, i seguenti criteri:
- Punti negli scontri diretti
- Differenza reti negli scontri diretti
- Differenza reti generale
- Reti realizzate in generale
- Sorteggio

## Risultati

### Prima fase
|                      | AAR  | KRI  | SCI  | STA  | THU  | VAD  | WIL  | WIN  | XAM  | YVE  |
| -------------------- | ---- | ---- | ---- | ---- | ---- | ---- | ---- | ---- | ---- | ---- |
| Aarau                | –––– | 0-0  | 2-0  | 5-2  | 0-2  | 1-3  | 2-0  | 2-0  | 1-0  | 1-0  |
| Kriens               | 1-2  | –––– | 0-0  | 1-0  | 1-3  | 1-3  | 0-2  | 2-3  | 0-1  | 0-2  |
| Sciaffusa            | 2-0  | 1-1  | –––– | 1-0  | 2-1  | 1-1  | 3-3  | 1-1  | 4-0  | 4-3  |
| Stade Lausanne-Ouchy | 0-2  | 5-0  | 2-1  | –––– | 2-0  | 1-0  | 2-1  | 1-1  | 0-0  | 0-0  |
| Thun                 | 1-2  | 3-1  | 2-2  | 1-0  | –––– | 1-1  | 2-4  | 0-2  | 3-2  | 3-0  |
| Vaduz                | 2-1  | 4-1  | 2-1  | 2-1  | 1-3  | –––– | 1-2  | 2-0  | 1-2  | 2-2  |
| Wil                  | 2-2  | 4-0  | 2-0  | 2-3  | 2-2  | 2-3  | –––– | 3-5  | 2-1  | 3-0  |
| Winterthur           | 0-0  | 6-1  | 2-5  | 0-0  | 3-0  | 2-3  | 3-1  | –––– | 2-1  | 1-0  |
| Xamax Neuchatel      | 4-2  | 4-0  | 0-3  | 3-1  | 1-4  | 0-2  | 3-0  | 1-1  | –––– | 2-1  |
| Yverdon              | 1-1  | 2-0  | 2-1  | 1-3  | 1-0  | 2-0  | 3-0  | 2-1  | 1-1  | –––– |

### Seconda fase
|                      | AAR  | KRI  | SCI  | STA  | THU  | VAD  | WIL  | WIN  | XAM  | YVE  |
| -------------------- | ---- | ---- | ---- | ---- | ---- | ---- | ---- | ---- | ---- | ---- |
| Aarau                | –––– | 3-2  | 3-4  | 2-1  | 2-0  | 1-2  | 2-1  | 0-3  | 1-1  | 0-2  |
| Kriens               | 0-5  | –––– | 0-0  | 2-1  | 0-1  | 0-1  | 2-1  | 0-5  | 0-5  | 0-3  |
| Sciaffusa            | 0-1  | 4-1  | –––– | 0-1  | 1-0  | 4-2  | 5-2  | 3-2  | 2-1  | 3-1  |
| Stade Lausanne-Ouchy | 2-5  | 2-1  | 1-2  | –––– | 3-1  | 2-0  | 1-1  | 3-1  | 1-3  | 0-1  |
| Thun                 | 2-1  | 3-1  | 2-5  | 2-1  | –––– | 3-0  | 3-0  | 2-4  | 1-2  | 2-1  |
| Vaduz                | 0-2  | 3-2  | 2-3  | 2-2  | 0-2  | –––– | 5-2  | 0-0  | 2-0  | 2-0  |
| Wil                  | 3-4  | 3-1  | 3-2  | 3-0  | 1-2  | 4-4  | –––– | 1-1  | 2-0  | 2-2  |
| Winterthur           | 4-2  | 3-0  | 1-1  | 2-1  | 2-2  | 4-2  | 4-0  | –––– | 3-1  | 2-0  |
| Xamax Neuchatel      | 0-3  | 2-1  | 2-1  | 1-1  | 4-1  | 2-4  | 5-2  | 0-0  | –––– | 1-1  |
| Yverdon              | 0-4  | 3-2  | 0-1  | 0-0  | 2-2  | 1-4  | 2-2  | 2-2  | 0-0  | –––– |

## Spareggi

### Spareggio promozione-retrocessione
Allo spareggio sono ammesse la nona classificata in Super League e la seconda classificata in Challenge League
|           | Risultati |           | Luogo e data              |
| --------- | --------- | --------- | ------------------------- |
| Sciaffusa | 2 - 2     | Lucerna   | Sciaffusa, 26 maggio 2022 |
| Lucerna   | 2 - 0     | Sciaffusa | Lucerna, 29 maggio 2022   |
|           |           |           |                           |

## Statistiche

### Squadre

#### Capoliste solitarie
|    | —— | ——        | ——        | ——        | ——    | ——     | ——     | ——         | ——         | ——         | ——         | ——         | ——         | ——  | ——    | ——    | ——    | ——    | ——  | ——    | ——    | ——    | ——    | ——    | ——    | ——    | ——    | ——         | ——         | ——         | ——         | ——  | ——  | ——    | ——  | —— |  |
|    |    | Neuchatel | Neuchatel | Neuchatel | Wint. | Neuch. | Neuch. | Winterthur | Winterthur | Winterthur | Winterthur | Winterthur | Winterthur |     | Vaduz | Vaduz | Vaduz | Vaduz |     | Aarau | Aarau | Aarau | Aarau | Aarau | Aarau | Aarau | Aarau | Winterthur | Winterthur | Winterthur | Winterthur |     |     | Aarau |     |    |  |
|    |    |           |           |           |       |        |        |            |            |            |            |            |            |     |       |       |       |       |     |       |       |       |       |       |       |       |       |            |            |            |            |     |     |       |     |    |  |
|    |    |           |           |           |       |        |        |            |            |            |            |            |            |     |       |       |       |       |     |       |       |       |       |       |       |       |       |            |            |            |            |     |     |       |     |    |  |
| 1ª | 2ª | 3ª        | 4ª        | 5ª        | 6ª    | 7ª     | 8ª     | 9ª         | 10ª        | 11ª        | 12ª        | 13ª        | 14ª        | 15ª | 16ª   | 17ª   | 18ª   | 19ª   | 20ª | 21ª   | 22ª   | 23ª   | 24ª   | 25ª   | 26ª   | 27ª   | 28ª   | 29ª        | 30ª        | 31ª        | 32ª        | 33ª | 34ª | 35ª   | 36ª |    |  |

#### Classifica in divenire
|                      | 1ª | 2ª | 3ª | 4ª | 5ª | 6ª | 7ª | 8ª | 9ª | 10ª | 11ª | 12ª | 13ª | 14ª | 15ª | 16ª | 17ª | 18ª | 19ª | 20ª | 21ª | 22ª | 23ª | 24ª | 25ª | 26ª | 27ª | 28ª | 29ª | 30ª | 31ª | 32ª | 33ª | 34ª | 35ª | 36ª |
| -------------------- | -- | -- | -- | -- | -- | -- | -- | -- | -- | --- | --- | --- | --- | --- | --- | --- | --- | --- | --- | --- | --- | --- | --- | --- | --- | --- | --- | --- | --- | --- | --- | --- | --- | --- | --- | --- |
| Aarau                | 0  | 3  | 6  | 9  | 9  | 10 | 13 | 14 | 15 | 18  | 18  | 18  | 21  | 21  | 22  | 25  | 28  | 31  | 32  | 35  | 38  | 41  | 44  | 47  | 47  | 47  | 47  | 50  | 50  | 50  | 53  | 56  | 59  | 62  | 65  | 65  |
| Sciaffusa            | 1  | 1  | 2  | 3  | 6  | 6  | 9  | 9  | 12 | 13  | 13  | 14  | 17  | 20  | 23  | 23  | 26  | 27  | 30  | 30  | 33  | 33  | 36  | 36  | 39  | 42  | 43  | 46  | 49  | 52  | 55  | 56  | 59  | 62  | 62  | 65  |
| Thun                 | 3  | 6  | 6  | 6  | 9  | 10 | 10 | 13 | 16 | 16  | 19  | 19  | 20  | 20  | 23  | 23  | 26  | 27  | 27  | 30  | 30  | 30  | 31  | 31  | 34  | 37  | 40  | 43  | 43  | 46  | 46  | 49  | 50  | 50  | 53  | 56  |
| Vaduz                | 3  | 3  | 3  | 4  | 7  | 10 | 13 | 13 | 13 | 16  | 19  | 22  | 23  | 23  | 26  | 29  | 30  | 33  | 34  | 35  | 35  | 38  | 38  | 38  | 41  | 44  | 44  | 47  | 47  | 47  | 50  | 50  | 53  | 56  | 57  | 60  |
| Wil                  | 0  | 0  | 3  | 6  | 6  | 7  | 7  | 10 | 10 | 10  | 13  | 14  | 17  | 20  | 21  | 24  | 24  | 24  | 25  | 25  | 25  | 28  | 28  | 31  | 32  | 35  | 36  | 36  | 36  | 39  | 39  | 40  | 40  | 41  | 41  | 41  |
| Winterthur           | 1  | 4  | 5  | 8  | 11 | 14 | 14 | 15 | 18 | 21  | 24  | 25  | 26  | 26  | 26  | 26  | 29  | 29  | 32  | 33  | 36  | 39  | 39  | 42  | 42  | 45  | 46  | 49  | 52  | 55  | 56  | 57  | 58  | 59  | 62  | 65  |
| Xamax Neuchatel      | 3  | 6  | 9  | 10 | 13 | 13 | 16 | 16 | 16 | 16  | 16  | 17  | 17  | 20  | 23  | 24  | 24  | 24  | 25  | 28  | 29  | 30  | 33  | 36  | 36  | 36  | 37  | 37  | 40  | 43  | 43  | 43  | 46  | 47  | 47  | 50  |
| Kriens               | 1  | 1  | 1  | 1  | 1  | 1  | 1  | 1  | 2  | 3   | 3   | 6   | 6   | 6   | 6   | 6   | 6   | 6   | 6   | 6   | 6   | 6   | 6   | 6   | 6   | 6   | 7   | 7   | 10  | 10  | 10  | 13  | 13  | 13  | 13  | 13  |
| Stade Lausanne-Ouchy | 1  | 4  | 7  | 7  | 7  | 10 | 10 | 13 | 16 | 16  | 17  | 17  | 18  | 21  | 21  | 22  | 22  | 25  | 26  | 26  | 29  | 30  | 33  | 36  | 39  | 39  | 40  | 40  | 40  | 40  | 43  | 43  | 43  | 43  | 44  | 44  |
| Yverdon              | 0  | 0  | 0  | 1  | 1  | 2  | 5  | 8  | 8  | 11  | 12  | 15  | 15  | 18  | 18  | 21  | 22  | 25  | 26  | 29  | 30  | 30  | 31  | 31  | 32  | 32  | 35  | 35  | 38  | 38  | 39  | 40  | 40  | 41  | 44  | 44  |

#### Classifiche di rendimento

##### Rendimento andata-ritorno
| Andata               | Andata | Ritorno              | Ritorno |
|                      |        |                      |         |
| Vaduz                | 33     | Sciaffusa            | 38      |
| Aarau                | 31     | Winterthur           | 36      |
| Winterthur           | 29     | Aarau                | 34      |
| Sciaffusa            | 27     | Thun                 | 29      |
| Thun                 | 27     | Vaduz                | 27      |
| Stade Lausanne-Ouchy | 25     | Xamax Neuchatel      | 26      |
| Yverdon              | 25     | Stade Lausanne-Ouchy | 19      |
| Wil                  | 24     | Yverdon              | 19      |
| Xamax Neuchatel      | 24     | Wil                  | 17      |
| Kriens               | 6      | Kriens               | 7       |

##### Rendimento casa-trasferta
| Casa                 | Casa | Trasferta            | Trasferta |
|                      |      |                      |           |
| Winterthur           | 40   | Aarau                | 33        |
| Sciaffusa            | 40   | Vaduz                | 30        |
| Thun                 | 32   | Winterthur           | 25        |
| Aarau                | 32   | Sciaffusa            | 25        |
| Stade Lausanne-Ouchy | 31   | Thun                 | 24        |
| Xamax Neuchatel      | 31   | Xamax Neuchatel      | 19        |
| Vaduz                | 30   | Yverdon              | 16        |
| Wil                  | 29   | Stade Lausanne-Ouchy | 13        |
| Yverdon              | 28   | Wil                  | 12        |
| Kriens               | 11   | Kriens               | 2         |

#### Primati stagionali
Squadre
- Maggior numero di vittorie: Aarau (20)
- Maggior numero di pareggi: Yverdon, Winterthur (11)
- Maggior numero di sconfitte: Kriens (29)
- Minor numero di vittorie: Kriens (3)
- Minor numero di pareggi: Kriens (4)
- Minor numero di sconfitte: Winterthur (7)
- Miglior attacco: Winterthur (76 gol fatti)
- Peggior attacco: Kriens (25 gol fatti)
- Miglior difesa: Winterthur (45 gol subiti)
- Peggior difesa: Kriens (93 gol subiti)
- Miglior differenza reti: Winterthur (+31)
- Peggior differenza reti: Kriens (-68)
- Miglior serie positiva: Winterthur (11, 26ª-36ª)
- Peggior serie negativa: Kriens (14, 13ª-26ª)
- Maggior numero di vittorie consecutive: Aarau (5, 31ª-35ª) , Aarau (5, 20ª-24ª)

Partite
- Più gol (8):

Wil-Vaduz 4-4, 30 gennaio 2022
Wil-Winterthur 3-5, 11 dicembre 2021
- Maggior scarto di gol (5): Winterthur-Kriens 6-1, Stade Lausanne-Ouchy-Kriens 5-0
- Maggior numero di reti in una giornata: 24 gol nella 33ª giornata
- Minor numero di reti in una giornata: 6 gol nella 27ª giornata
- Maggior numero di espulsioni in una giornata: 4 in 14ª giornata

### Individuali

#### Classifica marcatori
| Gol | Rigori |  | Giocatore        | Squadra              |
| --- | ------ |  | ---------------- | -------------------- |
| 20  | 5      |  | Joaquín Ardaiz   | Sciaffusa            |
| 18  | 3      |  | Kevin Spadanuda  | Aarau                |
| 16  | 9      |  | Roman Buess      | Winterthur           |
| 16  | 0      |  | Brighton Labeau  | Stade Lausanne-Ouchy |
| 16  | 0      |  | Simone Rapp      | Vaduz                |
| 14  | 2      |  | Sofian Bahloul   | Wil                  |
| 14  | 3      |  | Tunahan Çiçek    | Vaduz                |
| 14  | 3      |  | Valon Fazliu     | Wil                  |
| 14  | 6      |  | Raphaël Nuzzolo  | Xamax Neuchatel      |
| 13  | 2      |  | Koro Koné        | Yverdon              |
| 12  | 6      |  | Roberto Alves    | Winterthur           |
| 10  | 4      |  | Shkëlzen Gashi   | Aarau                |
| 10  | 2      |  | Alexander Gerndt | Thun                 |
| 10  | 0      |  | Josias Lukembila | Wil                  |
| 10  | 1      |  | Samir Ramizi     | Winterthur           |

#### Media spettatori
| Club                 | Pos. | Media | Totale | Abbonamenti |
| -------------------- | ---- | ----- | ------ | ----------- |
| Winterthur           | 1    | 5 417 | 97 500 |             |
| Aarau                | 2    | 3 841 | 69 137 |             |
| Xamax Neuchatel      | 3    | 3 271 | 58 876 |             |
| Thun                 | 4    | 2 350 | 42 291 |             |
| Sciaffusa            | 5    | 1 282 | 23 076 |             |
| Vaduz                | 6    | 1 053 | 18 961 |             |
| Kriens               | 7    | 947   | 17 050 |             |
| Wil                  | 8    | 886   | 15 943 |             |
| Yverdon              | 9    | 727   | 13 085 |             |
| Stade Lausanne-Ouchy | 10   | 494   | 8 888  |             |

#### Arbitri
- Anojen Kanagasingam (18)
- Nico Gianforte (17)
- Johannes von Mandach (17)
- Mirel Turkes (15)
- Esther Staubli (13)
- Sven Wolfensberger (13)
- David Huwiler (12)
- David Schärli (12)
- Tobias Thies (12)
- Marijan Drmic (10)
- Maxime Odiet (10)

- Luca Piccolo (9)
- Alain Bieri (5)
- Lukas Fähndrich (5)
- Luca Cibelli (4)
- Alessandro Dudic (2)
- Stefan Horisberger (2)
- Sandro Schärer (2)
- Urs Schnyder (1)
- Lionel Tschudi (1)